# 哥斯拉：拯救地球
哥吉拉：拯救地球（英文：Godzilla Save the Earth）是一款在PlayStation 2及XBOX遊戲機專用的遊戲，由Atari製造。 

日版Godzilla Save the Earth

美版Godzilla Save the Earth

## 簡介
主機：PS2、XBOX
遊戲人數：1-4人
遊戲類型：動作／格鬥
主機模擬器下載：可能
遊戲ROM下載：可能

### 模式
- 冒險模式
- VS
- Battle大亂鬥
- 生存模式
- 挑戰模式

#### 冒險模式
依照故事劇情而戰鬥的單人模式。使用最初所選擇的怪獸，持續與外星人派出的怪獸激戰，阻止他們的地球侵略計劃。

#### VS
自行選擇怪獸和都市的單人或雙人遊戲。KO對方或者是時間到時體力較多的獲勝。

#### Battle大亂鬥
1-4隻怪獸同時對戰，被KO的怪獸會再次復活參戰。按△鍵選擇對戰方式。

#### 生存模式
一人模式，操作單隻怪獸連續與15隻怪獸對戰，每打倒2隻怪獸HP回復，KO數超過10之後就不再回復HP。

#### 挑戰模式
一人模式，最初只有兩種挑戰。隨著冒險模式進行會增加新的挑戰。

## 操作
- 移動：方向鍵／L3
- 踢：□
- 拳：X
- 重擊：○
- 擋：△
- 抓取：L1，按後再按□、X、○會有不同的拋投技，亦可抓取有發光的建築物按□、X、○投出或作武器使用
- 蹲下：L2
- 武器：R1或R1按緊放開
- 跳：R2
- 武器方向對準：R3
- 特殊技：L2+R2
- 武器目標轉移：武器發射後按L2轉移到坦克、直昇機等
- 脫離戰鬥體勢：R2+方向鍵
- 起身攻擊：倒地後按□或○
- 倒地移動：倒地後按方向鍵（只限一個方向）
- 光線愕迫：當兩者用武器攻擊時便發生光線愕迫，按△發射綠光、按X發射藍光、按○發射紅光，規則是綠剋紅、紅剋藍、藍剋綠，當敵人EN耗盡便失敗
- 憤怒技：憤怒狀態下按○+X

## 場景景物

### 能量值

#### HP值
HP值為綠色，是角色的生命值，當角色受傷時，HP值其中一部分會變成紅色，少去的部分为无色。當HP增加时，会重新变成绿色，该条加长。

#### EN值
EN值為黃色格仔，是角色武器能量值，當角色使用武器，EN值便會消耗，並會自己回復EN（大部分角色）。

#### 彈藥數
彈藥數是某些角色才有，為指彈型物，在EN值之下，每用損耗一發，補充就只補充一發。

#### 時間
在1P和2P能量值之間，為綠色數字，完全損耗後便Time Up 。

#### 憤怒時間
為怪獸圖片隔鄰，吃了憤怒丸後啟動，為閃爍紅色。

### 建築

#### 大樓
倒塌的大樓會壓到角色而使其受傷。

#### 爆裂建築物
接觸之後會爆裂並受到傷害。

#### 深水區
不能跳躍。

#### 結界
碰觸到結界的角色會被反彈且所有防禦都會破解。

### 攻擊機

#### 直昇機
發射機槍攻擊。

#### 坦克
發射砲彈，影響角色動作。

#### UFO
投下補給品。

### 補給品

#### G細胞
只在冒險模式出現，吃了會補血及加分，每關只有5回，為綠色膠囊。

#### HP回復膠囊
吃了補血，為紫色十字膠囊。

#### EN回復膠囊
吃了後補充EN，若EN全滿，角色速度加快，為金色發電膠囊。

#### 空爆Power Up
吃後飛來巴特拉及Super X3支援，為紫色Atari標誌。

#### 憤怒丸
吃了進入憤怒狀態，攻擊值增加20%或可用憤怒技，為七彩光圈。

## 登場怪獸
- 哥斯拉2000
- 哥斯拉90's
- 蓋剛
- 安基拉斯
- 梅加洛
- 拉頓
- 王者基多拉
- 機械哥斯拉2
- 戴斯特洛伊亞
- 美加基拉斯
- 歐魯卡
- 機械王者基多拉
- 巴拉剛
- 摩斯拉
- 機械哥斯拉3（機龍）
- 噴射積格
- 摩斯拉
- 太空哥吉拉
- 巴特拉
- 伊比拉

## 相關網站
- 日版官網
- 美版官網